# الصداقة بين الجنسين
الصداقة بين الجنسين هي علاقةٌ عُذريةٌ تجمع بين رجل وامرأة غير مرتبطين. هناك العديد من أنماط الصداقة بين الجنسين، تُحدَّد جميعها فيما إذا كان لكل طرف انجذاب رومنسي للطرف الآخر أم لا، أو يلاحظ اهتمامًا من الطرف الآخر. تطورت بعض النظريات لشرح كينونة مثل هذه العلاقات. أجري بحث عن سبب إقدام الرجال والنساء لبدء هذه العلاقات، وكيف ينظر إليهم الآخرون، والمقتضيات المترتبة على الأطفال الذين يشكلون صداقات مع الجنس الآخر، من بين أمور أخرى. يمكن أن تخلق الصداقة بين الجنسين مشكلات للمتورطين فيما إذا كان أحدهما أو كلاهما يكنُّ أي مشاعر عاطفية حالية أو سابقة للآخر.

## خلفية
تلعب الصداقات بين الجنسين دورًا في العلاقات الاجتماعية بين الرجال والنساء. يمكن أن تسبب الصداقات مضاعفات بسبب احتمالية نشوء تآثرات رومانسية أو جنسية. يعرّف منصور (2002) الصداقة بين الجنسين على أنها «علاقة طوعية، غير عائلية، غير رومنسية بين رجل وامرأة يصف كل منهما العلاقة على أنها صداقة«. ومع ذلك، فمجرد وصف هذه الصداقات على أنها »غير رومانسية لا يعني أنه لا يوجد انجذاب رومانسي أو جنسي كامن.
يقترح غوريرو وتشافيز (2005) أن هناك أربعة أنواع من الصداقات بين الجنسين: الرومانسية المتبادلة والأفلاطونية البحتة والرومانسية الصبابة، والرومانسية المنبوذة. يرغب أحد الطرفين الداخلين في علاقة «رومانسية متبادلة»، علاقةً رومانسيةً مع الطرف الآخر ويعتقد أن الطرف الآخر يبادله ذات الشعور. يعتقد أحد الطرفين في العلاقات «الأفلاطونية البحتة»، أن الطرف الآخر يريد ببساطة أن يكونا مجرد أصدقاء أفلاطونيين دون أي تفكير في الرومانسية. يريد أحد الطرفين في الصداقة «الرومانسية الصبابة»، أن تتحول الصداقة لعلاقة رومانسية ولكنه لا يعتقد أن الطرف الآخر يريد الدخول في علاقة رومانسية. لا يرغب أحد الطرفين في الصداقة «الرومانسية المنبوذة»، أن تتحول العلاقة إلى علاقة رومانسية، لكنه يعتقد أن الطرف الآخر يرغب بذلك. تُبنَى كل هذه الأنماط من الصداقة على أهداف ووجهة نظر الفرد. تناقش نظريات وأبحاث أخرى أسباب وفوائد الصداقات بين الجنسين.

## النظريات الأساسية

### النظرية التطورية
وضع بليسكي-ريشيك وآخرون نظرية حول الصداقة بين الجنسين على أنها جزء من تطور استراتيجيات التزاوج البشري . تحث استراتيجيات التزاوج الحالية الأفراد بطريقة لا واعية للدخول في صداقات بين الجنسين لأنها تمنحهم فرصًا أكثر للتزاوج. في المحصلة، يطور الأفراد غالبًا ضمن هذه الصداقات بين الجنسين انجذابًا للأفراد الآخرين، حتى لو كان الانجذاب غير مقصود تمامًا. تنبأت نظرية التطور بأن الصداقات بين الجنسين تتشكل لسعي الذكور إلى الجنس وسعي الإناث إلى الحماية. يوضح ذلك إحدى الطرق التي تصلح الصداقات بين الجنسين، جزئيًا، كاستراتيجية طويلة الأمد للتزاوج. إن امتلاك المزيد من الفرص للتزاوج هو ميزة تطورية، ومع ذلك، فإن الانجذاب إلى صديق من جنس مختلف يؤدي إلى عواقب اجتماعية سلبية. ينطبق ذلك بصورة خاصة على البالغين الأصغر سنًا الذين ينجذبون إلى صديق من جنس مختلف، لأن هؤلاء الأشخاص يبلغون عن رضا أقل في علاقتهم الرومانسية الحالية، ويميل البالغون أيضًا في منتصف العمر إلى تصنيف الانجذاب إلى أصدقائهم من جنس مختلف على أن سلبيته أكثر من إيجابيته.

### نظرية التعلم الاجتماعي
علاوةً على تنبؤ نظرية التعلم الاجتماعي أنه إذا كانت الصداقات بين الجنسين نتيجة للرغبة في الوصول والحماية الجنسية، فذلك لأنهم يزيفون الصداقات الأخرى بين الجنسين. تشير معظم البرامج التلفزيونية والأفلام الشعبية إلى أن الهدف من تكوين صداقات بين الجنسين هو علاقة رومانسية. يتعلم الناس من الصداقات التي يرونها في الثقافة الشعبية ويصممون سلوكهم بناء عليها.
تفضيل إنشاء العلاقات مع الجنس المماثل هي قاعدة مجتمعية تُلقَّن للأطفال منذ الصغر. يشجع هذا المعيار الاجتماعي المثلي على بناء الصداقات مع نفس الجنس في وقت مبكر والتي تبلور رؤية المراهقين ومقياس الصداقات عبر الجنس. تؤثر القواعد المدعومة ثقافيًا المتعلقة بالصداقات والجندر على تكوين العلاقات بين الأشخاص. لهذا السبب، يمكن أن تختلف أفكار الصداقة بين الجنسين من مكان لآخر. في حين أن الثقافات المتنوعة تنظر إلى العلاقات بين الجندر بشكل مختلف، إذ أظهرت الدراسات أن المُثل المشابهة للصداقة تسعى للبقاء والاستمرار في جميع أنحاء العالم مثل الولايات المتحدة وأوروبا وشرق آسيا. بالإضافة إلى ذلك، فإن تعريف المراهقين للصداقات بين الجنسين تتطابق بشكل وثيق مع تعريفات البالغين، ما يشير إلى أن الأطفال يطورون تصورات حول هذه المسألة من خلال محاكاة آراء البالغين في حياتهم.
يبدأ التمييز بين العلاقات الرومانسية والصداقات الأفلاطونية خلال فترة المراهقة، والتي تتأثر بالتجربة الشخصية وكذلك غسل العقول بالإعلام والثقافة الشعبية. يتعلم المراهقون من تصوير الرومانسية على شاشات التلفزيون ويبنون علاقاتهم الخاصة على هذه التمثيلات. تضفي وسائل الإعلام الشعبية طابعًا رومانسيًا وجنسيًا بين الأشخاص من جنسين مختلفين، ما يؤدي إلى توقّع ثقافي للانجذاب الجنسي في الصداقات بين الجنسين. يقود هذا المفهوم الشائع نسبة صغيرة من السكان إلى الاعتقاد بأن الرجال والنساء لا يمكن أن يبنوا صداقات أفلاطونية فحسب.

### الحاجز الزجاجي
وجدت كل من كيم إيلسيسر وليتيتا آني بيلاو أن بيئة العمل المهنية والوعي المتنامي بالتحرش الجنسي يمكن أن يعيق تكوين الصداقة بين الجنسين. يُطلَق على الحاجز بين الرجال والنساء في تكوين صداقات بين الجنسين في بيئة العمل المهني اسم «الحاجز الزجاجي» بسبب تشابهه مع السقف الزجاجي، ما يعيق المرأة من الوصول إلى أعلى المستويات القيادية في الشركات. يضر الحاجز الزجاجي بالنساء اللاتي يعملْنَ في أماكن عملٍ، يغلب فيها الذكور بسبب ضيق دائرة العلاقات المتاحة أمام النساء. ينجم الحاجز الزجاجي عن الخوف من أن الصديق وزميل العمل قد يسيء فهم الود تجاه صديق من جنس مختلف على أنه اهتمام رومانسي أو جنسي، وقد يُنظر إلى الفكاهة على أنها تحرش جنسي من قبل الأصدقاء مغايري الجنس، وقد يُنظَر إلى مواضيع المحادثة هذه على أنها تحرش جنسي. يُنظر إليها على أنها مهينة من قبل الأصدقاء من جنس مختلف.
عندما يرى زملاء العمل أو أطراف ثالثة أن الصداقة بين الجنسين في مكان العمل على أنها علاقة رومانسية، فغالبًا ما يُنظَر إلى هذه العلاقة بصورةٍ سلبية، ما يضر بالعامل سواء كان ذكرًا أم أنثى. يسود هذا القلق عند التعامل مع الصداقات بين الرؤساء والمرؤوسين على وجه التحديد. يُرجَّح فهم هذه العلاقة بصورة سيئة لأن المرؤوس، عادةً ما يكون أنثى، وقد يُنظَر إليه على أنه يحاول إحراز تقدم من أجل تحسين حياته المهنية.
يمكن أن يعيق التحرش الجنسي أيضًا تنمية الصداقات بين الجنسين. من الممارسات المعتادة في الشركات والمؤسسات أن يكون لديها سياسات ضد التحرش الجنسي وإجراء دورات تدريبية بخصوص التحرش الجنسي. بسبب هذا الوعي المتزايد بحوادث التحرش الجنسي، فإن العديد من الأفراد سيتوقفون عن المضي في إنشاء صداقات بين الجنسين، لأنه يمكن أحيانًا أن يساء فهمها من قبل الطرف الآخر أو المتفرجين على أنها تحرش جنسي. في الدراسة التي أجرتها كل من إيلسيسر وبيبلاو، ذُكِرَ أن معظم الرجال الذين تمت مقابلتهم في الدراسة غالبًا ما يفكرون في مواضيع المحادثة قبل بدء محادثة مع زميلات في العمل، خوفًا من إساءة فهم تعليقاتهم على أنها تحرش جنسي. في حالة مثل هذه الاتهامات الخاطئة، يفضل الكثيرون تجنب احتمال حدوث مثل هذا الموقف من خلال تجنب تنمية الصداقات بين الجنسين عوضًا عن التعامل مع الاعتقادات الخاطئة المحتملة.